# 비즈니스온커뮤니케이션
주식회사 비즈니스온커뮤니케이션(영어: BusinessOn Communication)은 대한민국의 국내 서비스형 소프트웨어 (SaaS) 기업이다.

## 역사
2004년 프론티어솔루션에서 전자세금계산서 서비스를 런칭하였다.
2007년 프론티어솔루션이  전자세금계산서 사업부를 분사하여
2019년 프랙시스캐피탈이 경영권을 인수하고 볼트온(bolt-on) M&A(유사 기업 인수합병) 전략을 통해  711억원을 투입해 전자서명업체(글로싸인), 빅데이터 솔루션 업체(플랜잇파트너스), 재무 솔루션 기업(넛지파트너스) 등 관련 기업을 잇달아 사들여 매출을 늘렸다.
2019년, 바이오스마트가 비아이에스홀딩스(146만4천주)를 309억원에 양도하였다.
2024년 11월 22일, 타법인의 완전자회사로 편입됨에 따라 상장폐지 되었다.